# 苔縄駅
苔縄駅（こけなわえき）は、兵庫県赤穂郡上郡町苔縄にある、智頭急行智頭線の駅である。

## 歴史
- 1994年（平成6年）12月3日[1]：智頭急行智頭線開業と同時に設置[2][3]。
- 2009年（平成21年）
  - 8月10日：台風9号の影響による大雨の被害により、一時的に列車の発着が無くなる。
  - 8月29日：智頭線普通列車運転再開。

## 駅構造

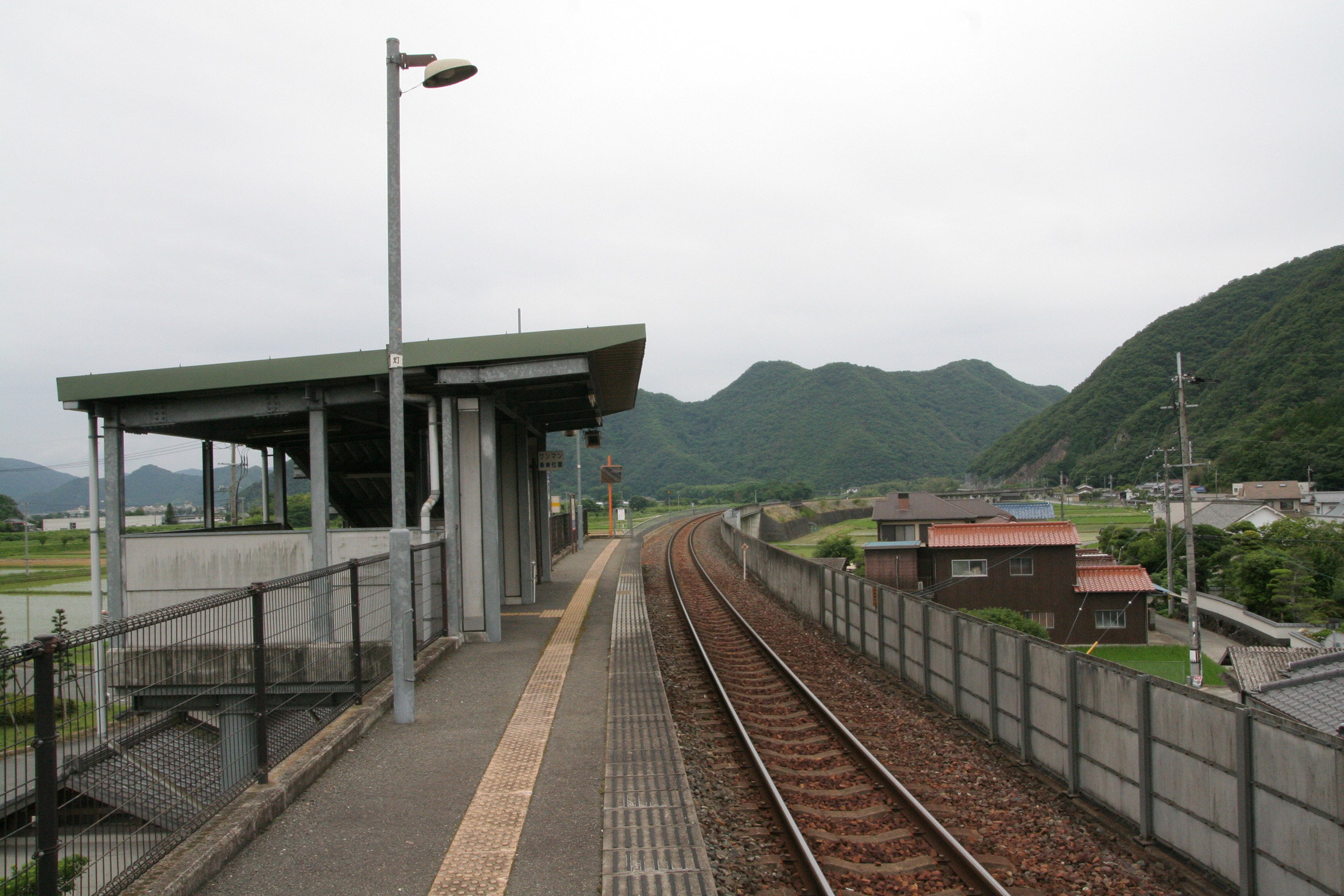
ホーム（2008年6月）

智頭方面に向かって右側に単式ホーム1面1線を持つ高架駅。無人駅であり、地上に待合所・トイレを備える駅舎があるが、ホームへは直接入ることが可能。自動券売機等の乗車券購入設備はない。

## 利用状況
| 1日乗降人員推移 | 1日乗降人員推移 |
| 年度            | 1日平均人数     |
| --------------- | --------------- |
| 2018年          | 8               |

## 駅周辺
- 法雲寺[1][5]
- 旧上郡町立赤松小学校
- 赤松公民館
- 上郡町子育て学習センター（旧赤松幼稚園舎）[6]
- 千種川

## 隣の駅
智頭急行
■智頭線
上郡駅 - （岩木信号場） - 苔縄駅 - 河野原円心駅